# Conosyrphus
Conosyrphus is een vliegengeslacht uit de familie van de zweefvliegen (Syrphidae).

## Soorten
- Conosyrphus tolli Frey, 1915
- Conosyrphus volucellinus (Portschinsky, 1881)